# 傑皮烏鄉
46°55′N 21°48′E / 46.917°N 21.800°E
傑皮烏鄉（羅馬尼亞語：Comuna Gepiu, Bihor），是羅馬尼亞的鄉份，位於該國西北部，由比霍爾縣負責管轄，面積46平方公里，海拔高度110米，2007年人口1,778，人口密度每平方公里39人。